# Karl-Marx-Hof

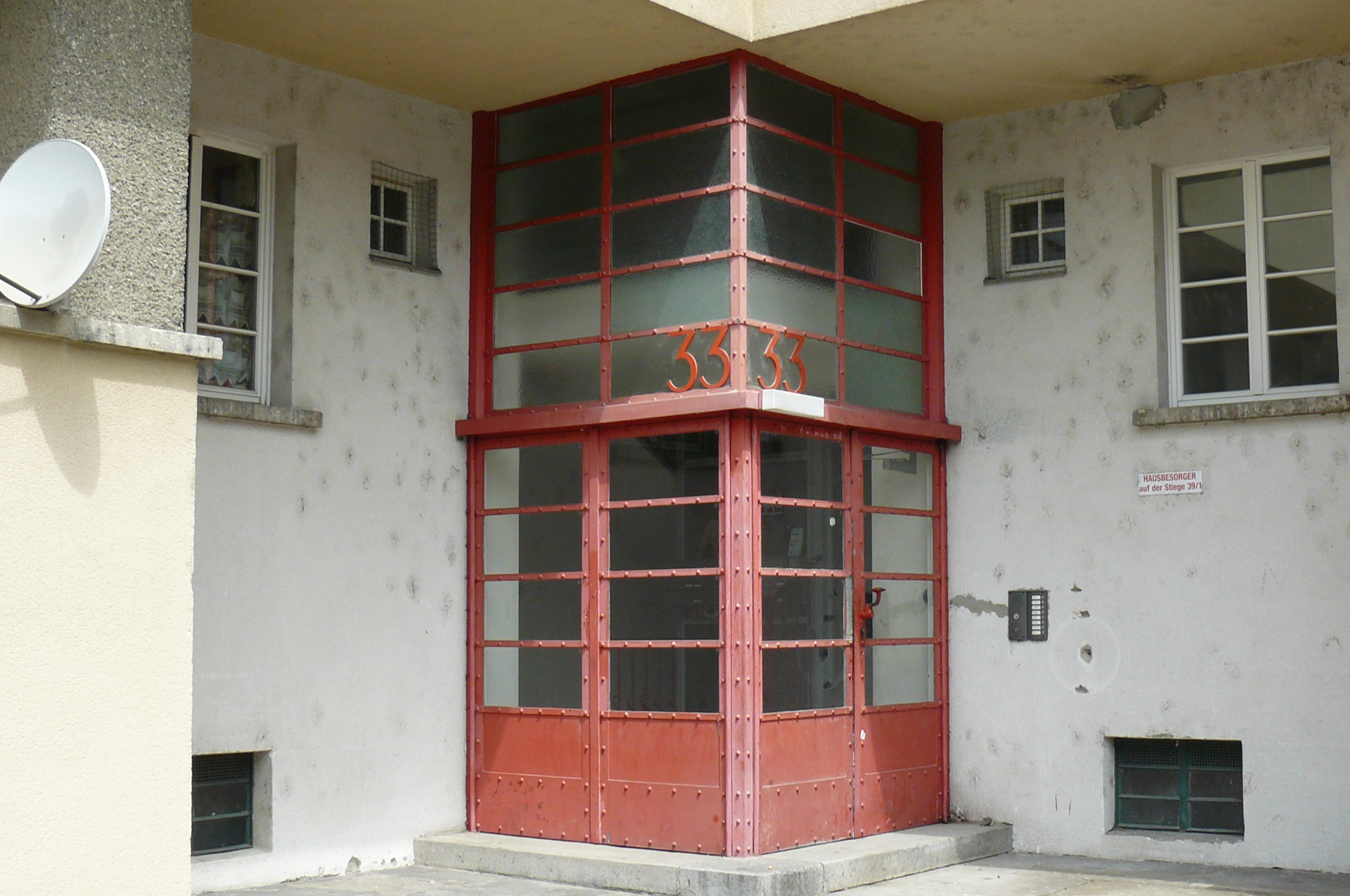
Karl Marx-Hof – detal

Karl-Marx-Hof – modernistyczny blok mieszkalny liczący 1382 mieszkania, długi na 1100 m, przez co uznawany jest za najdłuższy pojedynczy budynek mieszkalny na świecie. Znajduje się w wiedneńskiej dzielnicy Döbling przy Heiligenstädter Straße. Zaprojektowany został przez Karla Ehna, ucznia Otto Wagnera i zbudowany w latach 1927–1930.

## Historia
Budynek powstał w latach 1927–1930 w ramach Wiedeńskiego Programu Mieszkaniowego wprowadzonego przez lokalne władze, w których, do czasu przewrotu z 1934 roku, większość stanowili socjaldemokraci, dzięki czemu stolica Austrii zdobyła przydomek Czerwonego Wiednia. Łącznie w latach 1923–1934 wybudowano 61 175 mieszkań, co czyni Wiedeński Program Mieszkaniowy jednym z największych przedsięwzięć urbanistycznych w XX wieku (budynki, które powstawały w ramach programu nazywano Arbeiterhofami – dworami dla robotników). Zlecenie na zaprojektowanie tego kompleksu mieszkaniowego dostał austriacki architekt Clemens Holzmeister, jednak jego propozycja nie spotkała się z aprobatą władz miasta, a zlecenie otrzymał Karl Ehn.

## Obiekt
W chwili otwarcia w 1930 roku budynek, przez masywną, czerwoną elewację, sprawiał wrażenie „czerwonej twierdzy” – architektonicznej prowokacji w środku mieszczańskiej 19 dzielnicy. Kolorystyka z dala od głównej elewacji jest jednak znacznie bardziej subtelna. Fasada jest tutaj zwykle utrzymana w delikatnym żółtym lub jasnoniebieskim kolorze. Motywy łukowe i blokową konstrukcję balkonów można znaleźć również w pozostałej części kompleksu. Chociaż Karl-Marx-Hof z zewnątrz wygląda na masywny, kompleks imponuje bardzo niską gęstością zabudowy. Obszerny wewnętrzny dziedziniec z parkiem o powierzchni 10 480 m² stanowi półprywatną przestrzeń rekreacyjną.
W Karl-Marx-Hof znajdowało się 748 mieszkań o średniej powierzchni 45 m² z kuchnią, pokojem oraz aneksem sypialnianym, 159 mieszkań z kuchnią i dwoma pokojami oraz 136 mieszkań z kuchnią, pokojem i dwoma niewielkimi pomieszczeniami. W pierwotnym planie budynku wszystkie mieszkania posiadały własną toaletę oraz dostęp do bieżącej wody, nie było jednak łazienek. Światło dzienne i oświetlenie elektryczne były standardem we wszystkich mieszkaniach. Niektóre mieszkania były nawet wyposażone w balkony, które w tamtych czasach były zarezerwowane tylko dla burżuazji. Budynek posiadał bogaty program społeczno-kulturalny, z udogodnieniami takimi jak przedszkola, szkolne poradnie stomatologiczne, biblioteki, sale widowiskowe, ale także gabinety lekarskie i prywatne usługi, takie jak restauracje.
W 1934 roku w czasie powstania lutowego w budynku zabarykadowali się robotnicy, sprzeciwiający się przejęciu władzy przez austrofaszystów z CS. Od 1934 do 18 marca 1935 obiekt nosił nazwę Biedermann Hof na cześć zdobywcy obiektu podczas walk lutowych. Następnie przemianowano go na Heiligenstädter Hof. Po „Anschlussie” do Rzeszy Niemieckiej w latach 1938/1939, 66 rodzin zostało wydalonych z obiektu przez reżim nazistowski. Spośród nich co najmniej 29 zginęło w Holokauście . Po wojnie, w 1953 roku, budynek odzyskał swoją pierwotną nazwę.  Uszkodzenia spowodowane przez ostrzał artyleryjski usunięto w latach 50. XX wieku. W latach 80. Karl-Marx-Hof został poddany gruntownej renowacji.